# Ogre Battle (Queen)
Ogre Battle is een nummer van de Britse rockband Queen. Het is geschreven door leadzanger Freddie Mercury. Het is het zesde nummer van hun tweede album Queen II. In augustus 1973 werd het nummer opgenomen in de Trident Studios in Londen.
Dit nummer markeert het begin van de 'Black Side' van het album, geschreven door Mercury op gitaar in 1972. De band wilde het nummer niet opnemen voor zijn debuutalbum, maar wilde wachten op meer studiovrijheid om het nummer zo perfect mogelijk te maken. Door de hectische opname van het debuutalbum lukte dit niet.
Het nummer wordt beschouwd als een van de meest heftige werken van Queen, door de heavy-metalachtige gitaarriff, gecomponeerd door Mercury op gitaar, maar gespeeld door leadgitarist Brian May op het album. Het nummer bevat ook thrashmetal-achtige drumgeluiden van drummer Roger Taylor. Het nummer begint met de gong aan het einde die andersom af werd gespeeld, om het een speciaal geluid te geven. Deze opening gaat uiteindelijk over in de gitaarriff. Mercury "schreeuwt net zoals een oger" en May produceert geluidseffecten met zijn gitaar om de geluiden van een gevecht te creëren. Taylor zingt de hoge harmonieën aan het eind van het refrein.
Het nummer was lang een live-favoriet, maar in dit geval werd het nummer langzamer gespeeld dan op de albumversie. Queen stopte met het spelen van dit nummer rond 1977 of 1978. Tot deze tijd werd het op bijna elk concert gespeeld.
Er bestaat ook een andere versie van Ogre Battle. Deze versie werd opgenomen in december 1973 voor het BBC Radio 1-programma Sounds of the 70s. Deze versie begint meteen met de gitaarriff zonder de lange intro, heeft geen effecten zoals op het album en heeft minder gepolijste geluiden. De BBC-versie had oorspronkelijk een lange introductie met een grote opbouw van de gitaar, maar was niet gebruikt voor de release, naar verluidt omdat de tape was beschadigd. Deze versie was het enige nummer van Queen II dat op het livealbum Queen at the Beeb verscheen.
Veel fans beschouwen Ogre Battle als een van de eerste speedmetal-nummers of in ieder geval een voorloper hiervan. Het werd onder andere gecoverd door de band Asterisk.